# Campionati europei di ciclismo su pista 2025 - Chilometro a cronometro
La gara del chilometro a cronometro maschile ai Campionati europei di ciclismo su pista 2025 si svolse il 13 febbraio 2025 presso il Omnisport Heusden-Zolder di Heusden-Zolder, in Belgio.

## Risultati

### Qualificazioni
I migliori otto atleti si qualificano alla finale.
| Pos | Nome                | Nazione     | Tempo    | Diff.  | Note |
| --- | ------------------- | ----------- | -------- | ------ | ---- |
| 1   | Matteo Bianchi      | Italia      | 59.915   |        | Q    |
| 2   | Maximilian Dörnbach | Germania    | 1:00.323 | +0.408 | Q    |
| 3   | David Peterka       | Rep. Ceca   | 1:00.513 | +0.598 | Q    |
| 4   | Daan Kool           | Paesi Bassi | 1:00.708 | +0.793 | Q    |
| 5   | Henric Hackmann     | Germania    | 1:00.758 | +0.843 | Q    |
| 6   | Eliasz Bednarek     | Polonia     | 1:01.342 | +1.427 | Q    |
| 7   | Matěj Hytych        | Rep. Ceca   | 1:01.551 | +1.636 | Q    |
| 8   | Stefano Minuta      | Italia      | 1:01.618 | +1.703 | Q    |
| 9   | Ekain Jiménez       | Spagna      | 1:01.932 | +2.017 |      |
| 10  | Étienne Oliviero    | Francia     | 1:02.369 | +2.454 |      |
| 11  | José Moreno         | Spagna      | 1:02.441 | +2.526 |      |
| 12  | Iúri Leitão         | Portogallo  | 1:02.719 | +2.804 |      |
| 13  | Lyall Craig         | Regno Unito | 1:03.108 | +3.193 |      |
| 14  | Harry Radford       | Regno Unito | 1:03.885 | +3.970 |      |
| 15  | Eimantas Vadapalas  | Lituania    | 1:04.146 | +4.231 |      |
| 16  | Eduard Žalar        | Slovenia    | 1:04.215 | +4.300 |      |
| 17  | Noah Wulff          | Danimarca   | 1:04.326 | +4.411 |      |
| 18  | Wannes Magdelijns   | Belgio      | 1:04.956 | +5.041 |      |
| 19  | Roman Gladysh       | Ucraina     | 1:05.079 | +5.164 |      |
| 20  | Mathijs Verhoeven   | Belgio      | 1:05.242 | +5.327 |      |
| 21  | Valentyn Varharakyn | Ucraina     | 1:06.331 | +6.416 |      |

### Finale
La finale si è svolta nel pomeriggio del 13 febbraio
| Pos | Nome                | Nazione     | Tempo    | Diff.  | Note |
| --- | ------------------- | ----------- | -------- | ------ | ---- |
| 1   | Matteo Bianchi      | Italia      | 59.965   |        |      |
| 2   | Maximilian Dörnbach | Germania    | 1:00.390 | +0.425 |      |
| 3   | David Peterka       | Rep. Ceca   | 1:01.018 | +1.053 |      |
| 4   | Daan Kool           | Paesi Bassi | 1:01.125 | +1.160 |      |
| 5   | Eliasz Bednarek     | Polonia     | 1:01.201 | +1.236 |      |
| 6   | Henric Hackmann     | Germania    | 1:01.244 | +1.279 |      |
| 7   | Stefano Minuta      | Italia      | 1:02.118 | +2.153 |      |
| 8   | Matěj Hytych        | Rep. Ceca   | 1:02.153 | +2.188 |      |